# Antigua Recreation Ground
El Antigua Recreation Ground es un estadio de uso múltiple ubicado en Saint John, Antigua y Barbuda que actualmente es utilizado principalmente para el críquet.

## Historia
El estadio fue creado en 1979 y es conocido como Old Rec luego de ser utilizado como sede del equipo de críquet de las Indias Occidentales. Desde su creación hasta 2007 fue utilizado por la selección nacional de fútbol hasta 2007 cuando se creó el Estadio Sir Vivian Richards.
El estadio ha sido sede de copas mundiales de críquet así como sede de algunas ediciones de la desaparecida Copa del Caribe.